# Бласт-біт
Бласт-біт (з англ. Blast beat — «вибух ударів») — прийом барабанщиків на ударних, характерний передусім для блеку, дезу, грайндкору, трешу та подібних за виконанням жанрів екстремального металу. Першим виконавцем металу, що застосував подібну техніку, вважається Мік Харріс з Napalm Death.
Бласт-біт у окремих варіантах може мати схожість за сприйняттям з високоамплітудним барабанним дробом чи кулеметною чергою. У нормальному темпі виконується на швидкості приблизно 180 ударів/хвилину, прискорюючись в кульмінаційних моментах до 250–280 ударів/хвилину, втім існують і швидші варіанти — залежить від технічного рівня музикантів і напрямку музики.
У різних стилях використовується з різною частотою: наприклад, в дез-металі і особливо в блеку — протягом усієї композиції, в інших жанрах, як то мелодійний дез-метал, — лише в кульмінаційних моментах.